# The Painted Lady's Child
The Painted Lady's Child è un cortometraggio muto del 1914 diretto da Sydney Ayres che ha come interpreti Vivian Rich e Jack Richardson.

## Produzione
Il film fu prodotto dall'American Film Manufacturing Company.

## Distribuzione
Distribuito dalla Mutual, il film - un cortometraggio in due bobine - uscì nelle sale cinematografiche statunitensi il 22 giugno 1914.